# Изложба „Простор” (1978)
Изложба „Простор” се одржала у периоду од 12. до 18. јула у Изложбеном павиљону, у улици Масарикова 4, и од 4. до 30. септембра 1978. године у слободном простору парка између два моста на левој обали Саве у Београду.

## Жири
Експонате за изложбу је одабрао жири у саставу:
- Ана Бешлић, председник жирија
- Марио Ђиковић
- Томислав Каузларић
- Јелисавета Косановић
- Ото Лого
- Радисав Радојевић
- Коста Васиљковић

## Излагачи
1. Милун Видић
2. Ана Виђен
3. Венија Вучинић Турински
4. Драган Димитријевић
5. Драгољуб Ђокић
6. Лидија Мишић
7. Милија Нешић
8. Мице Попчев
9. Мирослав Протић
10. Славољуб Радојчић
11. Ђорђије Црнчевић